# Maurice d'Elbée
Maurice-Joseph-Louis Gigost d'Elbée (pronunciada(o) [mɔʁis ʒɔzɛf lwi ʒiɡo dɛlbe, moʁ-]; 21 de Março de 1752 – 6 de Janeiro de 1794) foi um comandante militar realista francês durante a Revolução Francesa. Inicialmente entusiasmado com a Revolução, ele se decepcionou com a destituição da Igreja Católica e voltou a suas propriedades em Beaupreau. Ele foi o segundo comandante em chefe do Exército Real e Católico formado pelas forças realistas da insurreição de Vendeia contra a turbulenta República e a Revolução Francesa.

## Biografia
Maurice d'Elbée nasceu em 1752 em Dresden, no eleitorado da Saxônia, naquele tempo ainda parte do Sacro Império (atual Alemanha) em uma família francesa. Ele se mudou para a França em 1777, radicalizando e se tornando cidadão francês ingressou no Exército Real Francês. Ele embarcou na carreira militar, alcançando o posto de tenente, mas renunciou ao exército em 1783, casou-se; passando a viver uma vida no campo como retirado próximo de Beaupréau, em Anjou. Posteriormente serviu como oficial no exército de Frederico Augusto I, o Príncipe Eleitor da Saxônia. Após a Revolução ele voltou a França graças à lei que ordenava os imigrantes a retornarem. 

### Participação na Revolta da Vendeia
Os camponeses e grande parte da classe média na Vendeia permaneceram leais à Igreja Católica e organizados pelo Marquês de La Rouërie realizaram uma revolta geral, embora isso tenha sido momentaneamente frustrado pela prisão do agora conde. Quando a Convenção decretou o "levee en masse" de 300.000 homens, a Vendeia declarou guerra contra o que considerava uma República ateísta. Os camponeses de Beaupréau nomearam D'Elbeé como seu líder. Sua tropa juntou-se às de François de Charette, Charles Bonchamps, Jacques Cathelineau e Jean-Nicolas Stofflet. O Exército Católico e Real usufruiu de vários sucessos; Stofflet derrotou o exército republicano em St. Vincent; D'Elbée e Bonchamps venceram-nos em Beaupreau; e Henri de la Rochejaquelein obteve vitórias sobre a República em Aubiers e First Cholet. D'Elbeé é famoso por suas ações após a Batalha de Chemillé, em 11 de abril de 1793: após a vitória dos insurgentes, muitos deles planejavam vingar seus mortos e executar os prisioneiros republicanos (aproximadamente 400). D'Elbée tentou impedi-los e, por fim, pediu-lhes que recitassem o Pai Nosso, o que o fizeram; quando chegaram à frase "Perdoai as nossas ofensas, assim como nós perdoamos a quem nos tem ofendido", D'Elbeé interrompeu-os com as palavras: "Não mintais a Deus!". Comovidos com tal reprova, seus homens se afastaram e d'Elbée conseguiu salvar os prisioneiros. Esse episódio ficaria conhecido como "Le Pater d'Elbée" (o Pai Nosso d'Elbée).

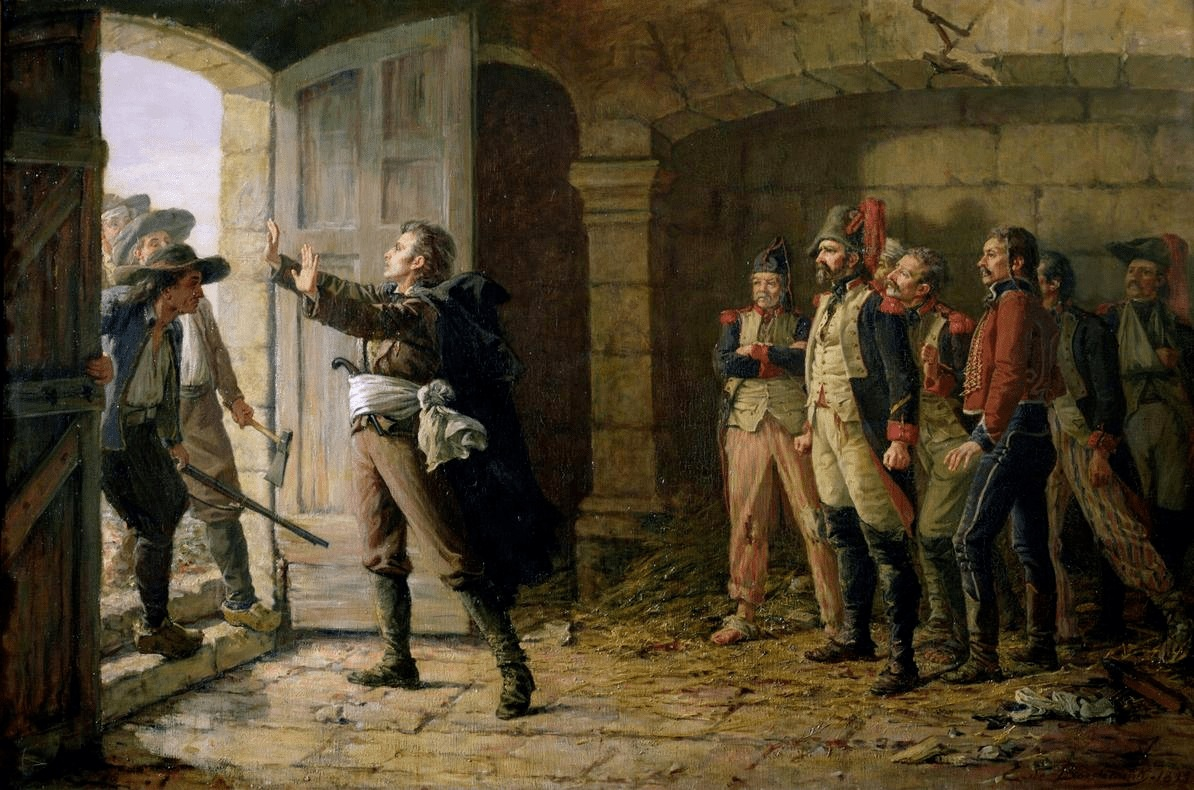
D'Elbée protegendo prisioneiros republicanos após a batalha de Chemillé, de Edmond Marie Félix de Boislecomte.

Na primavera de 1793, os insurgentes haviam estabelecido seu controle sobre a província da Bretanha. Em 2 de Junho do mesmo ano, La Rochejacquelin invadiu Saumur e Cathelineau foi eleito como comandante-chefe. D'Elbée era o principal comandante de Cathelineau. Luís XVII, de apenas oito anos, detido na prisão do Templo em Paris, filho do já executado Luís XVI, foi proclamado rei de França, Charette e Cathelineu uniram suas forças para marchar a Nantes e conquistar a mesma. Quando Cathelineau se ajoelhou na praça da cidade para agradecer a Deus por suas vitórias, foi morto por um atirador republicano a 14 de julho de 1793; d'Elbée substituiu-o como generalíssimo. Um comandante notoriamente habilidoso, ele liderou o pequeno exército da Vendéia a várias vitórias, principalmente em Coron e Torfou. Mesmo com sua derrota na Batalha de Luçon (19 de Agosto de 1793), ele conseguiu afastar sua força do perigo. Na Batalha de Luçon, ele conseguiu poupar a força realista de uma potencial derrota, mas sofreu um revés significativo.

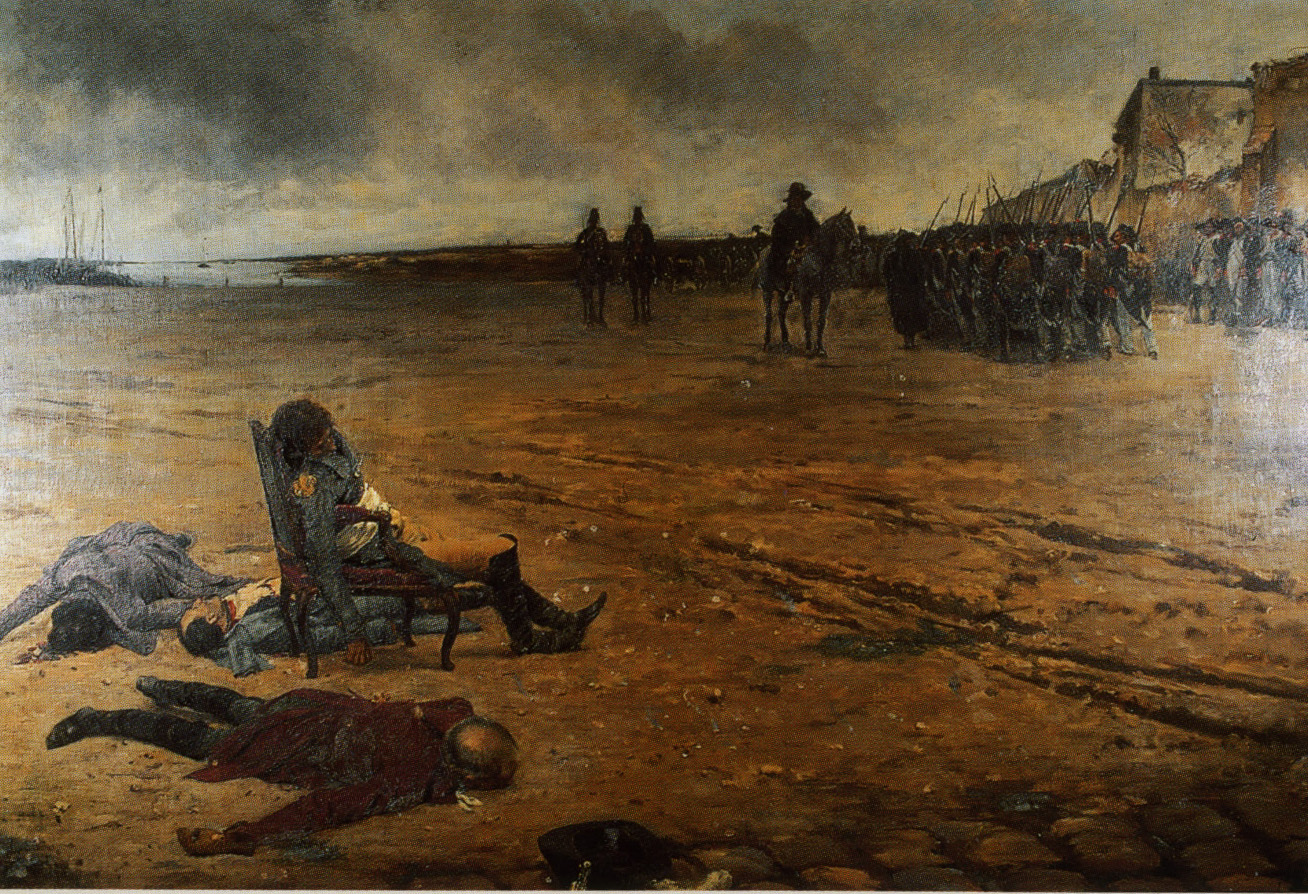
Morte do General D'Elbée, de Julien Le Blant.

O governo republicano em Paris entregou sua luta aos generais do antigo exército. O general Westermann foi enviado contra os insurgentes primeiramente, mas em 5 de julho foi expulso de Châtillon e suspenso pelos representantes em missão. Após sua demissão, alguns dos generais mais incompetentes do antigo exército tentaram derrotar a rebelião. Sucedido pelo duque de Lauzun, o general Biron, o qual também não foi bem-sucedido sendo demitido menos de uma semana depois; o comitê então enviou Jean Antoine Rossignol, ex-aprendiz de ourives (artífice em metais preciosos), Antoine Joseph Santerre, um cervejeiro, e Charles-Philippe Ronsin, dramaturgo; todos foram sucessivamente derrotados em uma série de batalhas, embora Rossignol tenha conseguido manter seu comando. 
Eventualmente, Jean Baptiste Kléber, um experiente comandante assumiu o comando do exército da República na Vendeia, infligindo uma série de derrotas nos insurgentes. Após a Segunda Batalha de Cholet (17 de outubro de 1793), d'Elbée foi gravemente ferido e Bonchamps foi morto. Posteriormente, d'Elbée foi transferido primeiro para Beaupréau, depois para a ilha de Noirmoutier. Três meses depois, os Republicanos assumiram o controle da ilha e o levaram a uma comissão militar para um julgamento-espetáculo. Condenado à morte, foi fuzilado em praça pública na cidade de Noirmoutier. Ele foi executado enquanto sentado em uma cadeira, pois não conseguia ficar de pé devido aos quatorze ferimentos. Rochejaquelein, (1772–1794) um ex-oficial da cavalaria real, sucedeu-o como comandante da força da Vendeia que viria a ser futuramente derrotada.

## Vida pessoal
D'Elbée se casou com Marguerite Charlotte Holly Hauterive em 17 de Novembro de 1788 na Igreja de Gaubretière e viveu afastado em uma comuna próxima a Beaupréau em Anjou. Marguerite d'Elbée foi baleada vinte dias após a execução de seu marido em Janeiro de 1794 e enterrada em uma estrada submersa. Os restos de seu corpo foram descobertos por acaso muito posteriormente.
Seu filho Louis-Joseph Maurice d'Elbée nasceu em 12 de Março de 1793. Louis foi criado em Beaupréau. Ele serviu no Grande Armeé de Napoleão, onde se destacou na Batalha de Leipzig e na Batalha de Hanau. Sendo ferido nesta última e também sendo feito prisioneiro, transportado para o hospital de Potsdam, aonde viria a morrer no ano seguinte.
A cadeira em que d'Elbée foi executado permaneceu dentro da família até 1975, quando seu parente, o marquês Charles Maurice d'Elbée, doou a cadeira ao Museu da Vendeia no Château de Noirmoutier.

## Legado
Uma canção tradicional dos rebeldes da Vendeia, "Monsieur d'Elbée", é nomeada em sua homenagem, embora também foque nos outros comandantes notáveis da rebelião, como Cathelinou, Bonchamps, Lescure entre outros. Em 1993 Didier Barbelivien lançou o álbum Vendée 93, no qual "Monsieur d'Elbée" se fez presente. 